# الحسوة (القفر)

تعديل مصدري - تعديل

الحسوة محلة تابعة لقرية نجد ريمان، التابعة لعزلة بني سيف العالي بمديرية القفر إحدى مديريات محافظة إب في الجمهورية اليمنية، بلغ تعداد سكانها 20 حسب تعداد اليمن لعام 2004.